# Psydrus piceus
Psydrus piceus är en skalbaggsart som beskrevs av Leconte 1846. Psydrus piceus ingår i släktet Psydrus och familjen jordlöpare. Inga underarter finns listade i Catalogue of Life.